# 14820 Aizuyaichi
14820 Aizuyaichi eller 1982 VF4 är en asteroid i huvudbältet som upptäcktes den 14 november 1982 av de båda japanska astronomerna Hiroki Kōsai och Kiichirō Furukawa vid Kiso-observatoriet i Japan. Den är uppkallad efter den japanske poeten Aizu Yaichi.